# International Boxing Association
International Boxing Association eller blot IBA (tidligere AIBA – International Boxing Association og forinden Association Internationale de Boxe Amateure) er en international bokseorganisation, der fastlægger regler for amatørboksning, godkender kampe og tildeling af priser for diverse mesterskaber samt foranlediger doping-kontrol indenfor boksningen. Medlemmerne af IBA er de natioanle amatørbokseforbund. 
Organisationen blev oprettet i 1946 i London af de engelske og franske nationale amatørbokseforbund. Organisationen afløste det tidligere Fédération Internationale de Boxe Amateur (FIBA), der indtil da havde været det internationale amatørbokseforbund. Organisationens anden kongres blev afholdt i København i 1950, hvorunder AIBA vedtog en række reformer af reglerne for afvikling af boksekampe, herunder reglen om, at en kamp skal stoppes efter at en bokser har taget tælling tre gange, ligesom der i København blev vedtaget at indføre de nye vægtklasser letweltervægt og letmellemvægt i amatørboksningen.
I 2007 udgik ordet "Amateure" (amatør) af organisationens navn som led i en større omorganisering af AIBA og reglerne for afvikling af boksekampe. 
Der har de seneste år opstået en række kontroverser om forbundet, og IBA blev i 2019 suspenderet af IOC.

## Ekstern henvisning
- AIBAs hjemmeside Arkiveret 29. juli 2013 hos  Wayback Machine